# Núria Prims
Núria Prims (Barcellona, 29 settembre 1972) è un'attrice spagnola.

## Filmografia parziale

### Cinema
- Historias del Kronen, regia di Montxo Armendáriz (1995)
- Un cos al bosc, regia di Joaquim Jordà (1996)
- Los años bárbaros, regia di Fernando Colomo (1998)
- Sobreviviré, regia di Alfonso Albacete e David Menkes (1999)
- Inconscientes, regia di Joaquín Oristrell (2004)
- Incierta Gloria (Incerta glòria), regia di Agustí Villaronga (2017)
- La vampira de Barcelona, regia di Lluís Danés (2020)
- Armugan, regia di Jo Sol (2020)

### Televisione
- Nissaga de poder - serie TV, 23 episodi (1996-1998)
- La caverna - film TV (2000)
- Setze dobles - serie TV, 19 episodi (2003)
- Hospital Central - serie TV, 16 episodi (2005-2009)
- Nit i dia - serie TV, 6 episodi (2017)
- La fossa - serie TV, 4 episodi (2020)
- H - Helena (Hache) - serie TV, 13 episodi (2019-2021)
- Santo - serie TV, 5 episodi (2022)

## Premi
- Premi Gaudí
  - 2018: "Millor Protagonista Femenina" (Incierta Gloria)
- Premi Sant Jordi
  - 2018: "Millor actriu en pel·lícula espanyola" (Incierta Gloria)
- Premi Turia
  - 2017: "Best Actress" (Incierta Gloria)
- New York LaCinemaFe
  - 2002: "Silver Apple - First Works Competition: Best Actress" (Tomándote)